# Димитрово (Еврейская автономная область)
Дими́трово — село в Биробиджанском районе Еврейской автономной области, входит в Бирофельдское сельское поселение.

## География
Село Димитрово стоит вблизи правого берега реки Бирушка (приток Малой Биры, бассейн Амура).
Расстояние до села Бирофельд (через Опытное Поле) 26 км, расстояние до Биробиджана 70 км (на север от Бирофельда по автотрассе Р455).

## История
В 1963 году центр  Бирушкинского сельсовета перенесен в село Димитрово, название сельсовета при этом осталось прежним.

## Население
| 1992 | 2002 | 2010 |
| ---- | ---- | ---- |
| 95   | ↘31  | ↘16  |

## Инфраструктура
Личное подсобное хозяйство с зоной сельскохозяйственного использования, индивидуальная застройка усадебного типа.
Основа экономики — сельское хозяйство.

## Транспорт
Дорога к селу Димитрово идёт на северо-запад от автотрассы областного значения Бирофельд — Амурзет, между сёлами Опытное Поле и Красивое.
В 8 км юго-восточнее села проходит железнодорожная линия Биробиджан I — Нижнеленинское.